# Keydomar Vallenilla
Keydomar Vallenilla, né le 8 octobre 1999 à La Guaira, est un haltérophile vénézuélien.

## Palmarès

### Jeux olympiques
- Jeux olympiques d'été de 2020 à Tokyo
  -  Médaille d'argent en moins de 96 kg[1].

### Championnats du monde
- Championnats du monde d'haltérophilie 2021 à Tashkent, Ouzbékistan
  -  Médaille de bronze en moins de 96 kg.
- Championnats du monde d'haltérophilie 2022 à Bogota, Colombie
  -  Médaille d'or en moins de 89 kg.